# Torrejón el Rubio
Torrejón el Rubio és un municipi de la província de Càceres, a la comunitat autònoma d'Extremadura (Espanya).

## Demografia
| 2001 | 2002 | 2003 | 2004 | 2005 | 2006 |
| ---- | ---- | ---- | ---- | ---- | ---- |
| 691  | 654  | 612  | 602  | 613  | 613  |